# Giacomo Boncompagni, Duque de Sora
Jaime Boncompagni, (em italiano:  Giacomo ou Jacopo Boncompagni; 8 de maio de 1548 - 18 de agosto de 1612) foi um senhor feudal italiano do século XVI, filho legítimo (concebido do casamento antes da Ordenação) do Papa Gregório XIII (Ugo Boncompagni). Foi também duque de Sora, Aquino, Arce e Arpino, e Marquês de Vignola.
Membro da família Boncompagni, foi um patrono das artes e da cultura.

## Biografia
Giacomo Boncompagni nasceu em Bolonha, filho de Ugo Boncompagni e sua amante de Carpi, Maddalena Fulchini. Seu pai estava naquela cidade para participar do Concílio de Trento, durante o período em que havia transferido para lá. Giacomo foi legitimado em 5 de julho de 1548 e confiado aos jesuítas para a educação.
Quando seu pai foi eleito papa em março de 1572, Jaime mudou-se para Roma, onde, dois meses depois, foi nomeado castelão do Castelo de Sant'Angelo.  Mais tarde, seu pai o nomeou também Gonfaloneiro da Igreja (líder do exército papal), e se mudou para Ancona e em seguida Ferrara, permanecendo na última até 1574. No ano seguinte, Filipe II de Espanha o nomeou Capitano Generale delle genti in armi (comandante-em-chefe) do Ducado de Milão controlado pelos espanhóis.
Em 1576, Gregório XIII nomeou-o governador de Fermo. No mesmo ano, casou-se com Constança Sforza (Costanza Sforza di Santa Fiora), que lhe deu 14 filhos. Em 1581, juntamente com Latino di Camillo Orsini, recebeu a missão de combater o movimento de banditismo nos Estados Pontifícios.

### Duque de Sora
Apesar de todos os cargos políticos e militares que tinha conseguido atribuir ao seu filho, o Papa Gregório visava conquistar para ele um verdadeiro Estado.
Após uma primeira tentativa fracassada de aquisição do Marquesado de Saluzzo, em 1577, no mesmo ano, o papa paga 70 mil escudos de ouro pelo pequeno Marquesado de Vignola a Afonso II d'Este. Dois anos mais tarde, foi a vez de adquirir também o Ducado de Sora e Arce, pelo qual o Papa e Jaime pagaram 100 mil escudos de ouro a Francisco Maria II Della Rovere.
Em 1583, em remuneração de outros 243 mil escudos de ouro, Giacomo adquiriu também o Ducado de Aquino e Arpino, no Reino de Nápoles, comprado à família D'Avalos. Quando Gregório morreu, Boncompagni era o homem mais poderoso da região central da Itália. No entanto, com a eleição de Sisto V, foi despojado de todos os seus cargos nos Estados Pontifícios.
Filipe II forçou Boncompagni ainda a permanecer em Milão, enquanto sua família se mudou para Isola di Sora, perto de Sora, onde sua esposa administrava o Ducado. Ele pôde deixar Milão apenas em 1612, mas já estava doente, e morreu em Sora no mês de agosto seguinte, com a idade de 64 anos.